# 五能線
五能線（ごのうせん）は、秋田県能代市の東能代駅と青森県南津軽郡田舎館村の川部駅を結ぶ、東日本旅客鉄道（JR東日本）の鉄道路線（地方交通線）である。

## 路線データ
- 管轄（事業種別）：東日本旅客鉄道（第一種鉄道事業者）
- 区間・路線距離（営業キロ）：147.2km
- 駅数：43（起終点駅含む）
  - 五能線所属駅に限定した場合、奥羽本線所属の東能代駅と川部駅[3]が除外され、41駅となる。
- 軌間：1,067mm
- 複線区間：なし（全線単線）
- 電化区間：なし（全線非電化）
- 閉塞方式：特殊自動閉塞式（電子符号照査式）
- 保安装置：ATS-SN[2]
- 運転指令所：秋田総合指令室 (CTC)
- 最高速度：85km/h
- IC乗車カード対応区間：なし

全線秋田支社の管轄である。

## 歴史
五能線の歴史は、1908年に開業した能代（現在の東能代） - 能代町（現在の能代）間に始まる。米代川の存在などの地理的事情により能代の市街地を外れる形となってしまった奥羽線に接続するための支線であり、後に能代線（のしろせん）と命名された。
一方、青森県側においても、1918年、私鉄の陸奥鉄道（むつてつどう）が奥羽本線に連絡する鉄道を川部 - 五所川原間に開業した。
日本海沿岸を巡って能代と五所川原を結ぶ鉄道は、旧鉄道敷設法による予定線にあげられ、能代側は能代線の延長として、五所川原側は陸奥鉄道の延長の形で五所川原線（ごしょがわらせん）として、いずれも国有鉄道（当時は鉄道省）の路線として建設が進められ、1924年から順次延長されていった。昭和大恐慌の影響で、建設が一時停滞したものの、1936年の陸奥岩崎駅 - 深浦駅間の開業により全通し、五能線と改称された。1927年には、陸奥鉄道が買収・国有化されており、機織駅（現在の東能代駅） - 深浦駅 - 川部駅間が国有鉄道として運営されることとなった。五所川原と能代を結ぶ路線というのが路線名の由来だが、実際は川部と能代を結んでおり、五所川原を通って能代へ向かう路線ということになる。

### 能代線
- 1908年（明治41年）
  - 7月1日：官設鉄道が能代（初代） - 能代町貨物取扱所間を開業、能代町貨物取扱所を新設。
  - 10月15日：能代 - 能代町間の旅客営業を開始。
- 1909年（明治42年）
  - 10月12日：国有鉄道線路名称制定により能代線とする。
  - 11月1日：能代駅（初代）を機織駅に、能代町駅を能代駅（2代）に改称。
- 1926年（大正15年）
  - 4月26日：能代 - 椿間を延伸開業、羽後東雲・沢目・八森（初代）・椿の各駅を新設。
  - 11月24日：椿 - 岩館間を延伸開業、岩館駅を新設。
- 1930年（昭和5年）12月26日：岩館 - 大間越間を延伸開業、大間越駅を新設。
- 1932年（昭和7年）10月14日：大間越 - 陸奥岩崎間を延伸開業、松神・陸奥岩崎の各駅を新設。

### 陸奥鉄道・五所川原線
- 1918年（大正7年）9月25日：陸奥鉄道が川部 - 五所川原間を開業、藤崎・板柳・鶴泊（停留場）・陸奥鶴田・五所川原の各駅を新設[4]。
- 1924年（大正13年）10月21日：鉄道省が五所川原 - 陸奥森田間を五所川原線として開業、木造・陸奥森田の各駅を新設。
- 1925年（大正14年）5月15日：陸奥森田 - 鰺ケ沢間を延伸開業、鳴沢・鰺ケ沢の各駅を新設。
- 1927年（昭和2年）6月1日：陸奥鉄道を買収し五所川原線に編入（五所川原線 川部 - 鰺ケ沢）[5]。機関車5両、客車23両、貨車42両を引き継ぐ[6]。
- 1929年（昭和4年）11月26日：鰺ケ沢 - 陸奥赤石間を延伸開業、陸奥赤石駅を新設。
- 1931年（昭和6年）10月20日：陸奥赤石 - 北金ケ沢間を延伸開業、北金ケ沢駅を新設。
- 1933年（昭和8年）11月5日：北金ケ沢 - 大戸瀬間を延伸開業、大戸瀬駅を新設。
- 1934年（昭和9年）12月13日：大戸瀬 - 深浦間を延伸開業、驫木・追良瀬・深浦の各駅を新設。
- 1935年（昭和10年）4月15日：ガソリンカー運転開始[7]。二等廃止[8]。林崎・掛落林・陸奥亀田・津軽湊の各駅を新設[9][10]。

### 全通後
- 1936年（昭和11年）7月30日：陸奥岩崎 - 深浦間を延伸開業し全通[11]、五能線と線名改称、陸奥沢辺・艫作の各駅を新設。
- 1940年（昭和15年）11月1日：掛落林・陸奥亀田・津軽湊の各駅の営業停止。
- 1943年（昭和18年）6月15日：機織駅を東能代駅に、羽後東雲駅を北能代駅に改称。
- 1945年（昭和20年）6月10日：林崎駅の営業を休止。
- 1946年（昭和21年）6月10日：林崎駅の営業を再開。
- 1949年（昭和24年）
  - 2月：向能代仮乗降場を新設[12]。
  - 4月1日?[要検証 – ノート]：横磯・風合瀬の各仮乗降場を新設。
- 1952年（昭和27年）
  - 1月25日：向能代仮乗降場を駅に変更。
  - 6月1日：陸奥黒崎駅を新設。
- 1953年（昭和28年）6月1日：陸奥柳田駅を新設。
- 1954年（昭和29年）
  - 7月7日：千畳敷仮停車場を新設。
  - 11月20日：越水駅を新設、風合瀬仮乗降場を駅に改める。
  - 12月25日：広戸駅を新設、横磯仮乗降場を駅に改める。
- 1956年（昭和31年）11月30日：中田駅を新設。
- 1957年（昭和32年）3月30日：気動車を運転開始。
- 1959年（昭和34年）
  - 9月15日：十二湖仮停車場を新設。
  - 10月1日：八森駅（初代）を東八森駅に改称。
  - 11月1日：椿駅を八森駅（2代）に改称
- 1960年（昭和35年）12月1日：鳥形駅を新設。
- 1963年（昭和38年）4月20日：滝ノ間駅を新設。
- 1965年（昭和40年）10月1日：準急「岩木」が鰺ケ沢 - 川部間に乗り入れ開始[13]。当時の停車駅は、鰺ケ沢・木造・五所川原・板柳・川部・浪岡・青森の各駅[14]。
- 1966年（昭和41年）3月5日：準急「岩木」の上り鰺ケ沢行きを急行に格上げ[13]。
- 1968年（昭和43年）10月1日：準急「岩木」を急行「深浦」に改称し上下とも急行に。五能線乗り入れ区間を深浦 - 川部間に延長[13]。
- 1969年（昭和44年）10月1日：十二湖・千畳敷の各仮停車場を臨時乗降場に改める。
- 1971年（昭和46年）10月1日：五能線管理所を廃止。
- 1972年（昭和47年）
  - 12月2日：6時10分頃、広戸 - 追良瀬間において、豪雨および波浪により道床が流失し線路が宙づりになっていたところへ、下り一番列車が差し掛かり機関車が海中へ転落する事故が起き、機関士が死亡[15]、機関助手と乗客1名の計2名が負傷した[新聞 1]。これに伴い広戸 - 鰺ケ沢間が不通。この脱線転覆事故については、「高波により、道床がえぐりとられたにも関わらず、なぜ点検せずに列車を運行させたのか?」と国鉄に批判が集まった[16]。
  - 12月20日：北金ケ沢 - 鰺ケ沢間が部分復旧。
- 1973年（昭和48年）
  - 2月5日：追良瀬 - 北金ケ沢間が部分復旧。
  - 3月19日：広戸 - 追良瀬間が復旧。
  - 3月25日：この日をもって、蒸気機関車の運行が終了。これは、前年12月の機関車転落事故の影響による[新聞 2]。
- 1981年（昭和56年）
  - 8月30日：集中豪雨の影響により、岩館 - 大間越間が不通[新聞 3]。
  - 10月13日：岩館 - 大間越間が運転再開[新聞 3]。
- 1982年（昭和57年）11月15日：急行「深浦」を快速に格下げ[13]。
- 1983年（昭和58年）
  - 3月2日：東能代 - 五所川原間の貨物営業を廃止。
  - 5月26日：12時頃に発生した日本海中部地震により、運転中止となる。同日19時20分に五所川原 - 川部間、23時25分に東能代 - 能代間が、それぞれ運転再開[17]。
  - 5月29日：深浦 - 五所川原間で、バス代行輸送実施[新聞 4]。
  - 5月30日：能代 - 深浦間で、バス代行輸送実施[新聞 4]。
  - 5月31日：5時50分、能代 - 岩館間が運転再開[17][18]。
  - 6月1日：5時05分、岩館 - 陸奥岩崎間が運転再開[17]。
  - 6月3日：13時18分、陸奥森田 - 五所川原間で運転再開[17]。
  - 6月15日：10時30分、陸奥岩崎 - 深浦間で運転再開[17]。
  - 6月16日：13時30分、鰺ケ沢 - 鳴沢間の鳴沢川橋梁の復旧をもって、深浦 - 陸奥森田間が再開[17]し、全線で運転再開[19]。
- 1984年（昭和59年）2月1日：五所川原 - 川部間の貨物営業を廃止[20]、これにより国鉄最後の混合列車が廃止。
- 1986年（昭和61年）11月1日：特殊自動閉塞（電子閉塞）・CTC化。これにより主要駅（一部駅除く）以外の列車交換設備廃止・撤去。
- 1987年（昭和62年）
  - 4月1日：国鉄分割民営化により東日本旅客鉄道が承継（第1種）、十二湖・千畳敷の各臨時乗降場を臨時駅に改める。
  - 10月1日：千畳敷臨時駅を駅に改める。
- 1988年（昭和63年）2月1日：十二湖臨時駅を駅に改める。
- 1989年（平成元年）
  - 3月11日：東能代 - 能代間ワンマン運転開始[新聞 5]。
  - 12月1日：五所川原駅に五能線営業所を設置（深浦・鰺ケ沢・五所川原・板柳駅を統括）。
- 1990年（平成2年）4月21日：「ノスタルジックビュートレイン」運転開始[新聞 6]。
- 1992年（平成4年）3月14日：能代 - 川部 - 弘前間でワンマン運転開始[新聞 7]。
- 1993年（平成5年）5月22日：「夢空間」運転。
- 1996年（平成8年）11月10日：「ノスタルジックビュートレイン」運転終了。
- 1997年（平成9年）
  - 4月1日：「リゾートしらかみ」運転開始。
  - 10月1日：あきた白神駅を新設。
- 2000年（平成12年）
  - 五能線営業所を廃止、津軽地区（弘前駅）へ編入。
  - 12月2日：陸奥黒崎を白神岳登山口に改称。
- 2001年（平成13年）12月1日：ウェスパ椿山駅を新設[21]。
- 2003年（平成15年）4月1日：「リゾートしらかみ」橅（ブナ）編成運行開始[22]。
- 2006年（平成18年）3月18日：「リゾートしらかみ」にくまげら編成投入、3往復の運行となる。
- 2010年（平成22年）12月4日：「リゾートしらかみ」青池編成としてハイブリッド気動車HB-E300系が投入される。
- 2014年（平成26年）
  - 3月15日：快速「深浦」が廃止[報道 1]。
  - 8月6日：5日からの大雨の影響で、岩館 - 大間越間の第2板貝トンネル付近で路盤の盛り土が流出し[新聞 8]、能代 - 川部間が朝から運休[23]。16時35分に鰺ケ沢 - 川部間が運転再開[23]。
  - 8月7日：能代 - 岩館間、深浦 - 鰺ケ沢間が運転再開[24]。
  - 8月8日：岩館 - 深浦・鰺ケ沢間でバス代行輸送開始[報道 2]。
  - 8月30日：岩館 - 深浦間が運転再開し全線で運転再開[報道 3][新聞 8]。
- 2016年（平成28年）7月16日：「リゾートしらかみ」橅（ブナ）編成としてハイブリッド気動車HB-E300系が投入される[報道 4][報道 5]。
- 2020年（令和2年）
  - 12月9日：同日から2021年（令和3年）3月18日まで、木製マクラギをコンクリート製マクラギに交換する設備強化工事などの実施に伴い、この期間内の特定の31日間のみ一部列車が運休[報道 6][注釈 1]。
  - 12月12日：GV-E400系が営業運転を開始[報道 7][新聞 9]。
- 2021年（令和3年）
  - 3月13日：同日実施のダイヤ改正に伴い、キハ40・48形気動車が12日限りで定期運用終了[新聞 10][報道 8]。
  - 4月25日：キハ40・48形気動車による団体臨時列車を秋田駅 - 能代駅間に運転[報道 8]。
- 2022年（令和4年）
  - 8月9日：大雨の影響により、能代 - 弘前間が運休となり、「リゾートしらかみ」については、同日から当面、全列車が運休となる[25][新聞 11]。
  - 8月13日：同日午後から、五所川原 - 弘前間[新聞 12]、能代 - 岩館間で運転再開[新聞 13][新聞 14]。ただし、両区間とも当面は間引き運行となる。なお、五所川原 - 鰺ケ沢間については、『（8月17日時点で）1週間ほどで復旧する見通し』とJR東日本が表明[26]。
  - 8月22日：五所川原 - 鰺ケ沢間で運転再開。ただし、同区間は、当面上りに関しては朝夕のみの運行となるほか、午前の鰺ケ沢発弘前行き下り列車1本も当面運休となる。同日から、「リゾートしらかみ」の1・2号が、青森 - 鰺ケ沢間で運転再開[27][28][29]。
  - 9月28日：JR東日本秋田支社は、岩館 - 深浦間について、『（2022年の）年内中に復旧する』方針を示した一方、深浦 - 鰺ケ沢間については、『復旧の見通しは立っていない』と表明[新聞 15][報道 9]。
  - 10月31日：JR東日本秋田支社が『岩館 - 深浦間は12月前半の運転再開を目指す』と発表[報道 10]。
  - 11月24日 : JR東日本秋田支社が 『岩館 - 深浦間は12月9日に運転再開する』と発表[新聞 16]。
  - 12月8日 : JR東日本秋田支社が深浦 - 鰺ケ沢間について 『12月23日（金）頃からの運転再開を予定』と発表[報道 11]。
  - 12月9日 : 岩館 - 深浦間が運転再開[30][31]。
  - 12月23日 : 深浦 - 鰺ケ沢間が運転再開、全線で復旧[報道 12][新聞 17]。
- 2023年（令和5年）
  - 7月15日 : 大雨の影響により、東能代 - 鰺ケ沢間が終日運休[32]。
  - 7月18日 : 深浦 - 鰺ケ沢間が運転再開。
  - 7月19日 : 東能代 - 能代間が運転再開[33]。
  - 7月23日 : 東能代 - 深浦間でバス代行輸送開始[新聞 18]。
  - 8月11日 : 能代 - 深浦間が運転再開、全線で復旧[新聞 19]。

## 運行形態
運転系統は途中の深浦駅を境におおむね区分されているが、朝の一部列車は岩館駅で運転系統が分かれており、朝から昼にかけての下り3本・上り2本は深浦駅を越えて運転される。このうち五能線全線を直通して東能代駅 - 弘前駅間で運転される列車は下り3本・上り1本で、上りの全線直通列車は2018年3月17日のダイヤ改正で新設された快速列車である。深浦駅を越えて直通する列車は一部の臨時列車をのぞいて深浦駅で列車番号が変更される。
東能代側では、日中を除き東能代駅 - 能代駅間の区間列車が多く、運転本数はこの区間の運転列車の半数程度を占める。これは奥羽本線から能代市の中心部にある能代駅を接続するシャトル便としての役割があり、朝夕に1、2時間あたり1本程度運転されている。また、東能代駅 - 岩館駅間の区間列車も設定されている。岩館駅 - 北金ケ沢駅間については海沿いを走るため、吹雪・強風・高波による運休が年に何回かある。臨時快速列車をのぞけば岩館駅 - 鰺ケ沢駅間で4 - 7時間ほど運転されない時間帯がある。
川部側では、川部駅でスイッチバックを行い、全列車が奥羽本線に乗り入れ弘前駅まで直通する。深浦駅 - 弘前駅間の列車のほか、鰺ケ沢駅 - 弘前駅間の区間列車が半数を占めており、1 - 2時間に1本程度運転されている。なお、後述の快速「リゾートしらかみ」は新青森駅・青森駅まで直通するが、同様に川部駅でスイッチバックを行い弘前駅経由で運転する。川部駅でのスイッチバックを行わず（弘前駅を通らず）青森方面に直通する列車は設定されていない。
一部列車（東能代駅 - 能代駅間の区間列車は全列車）においてワンマン運転が行われている。

### リゾートしらかみ

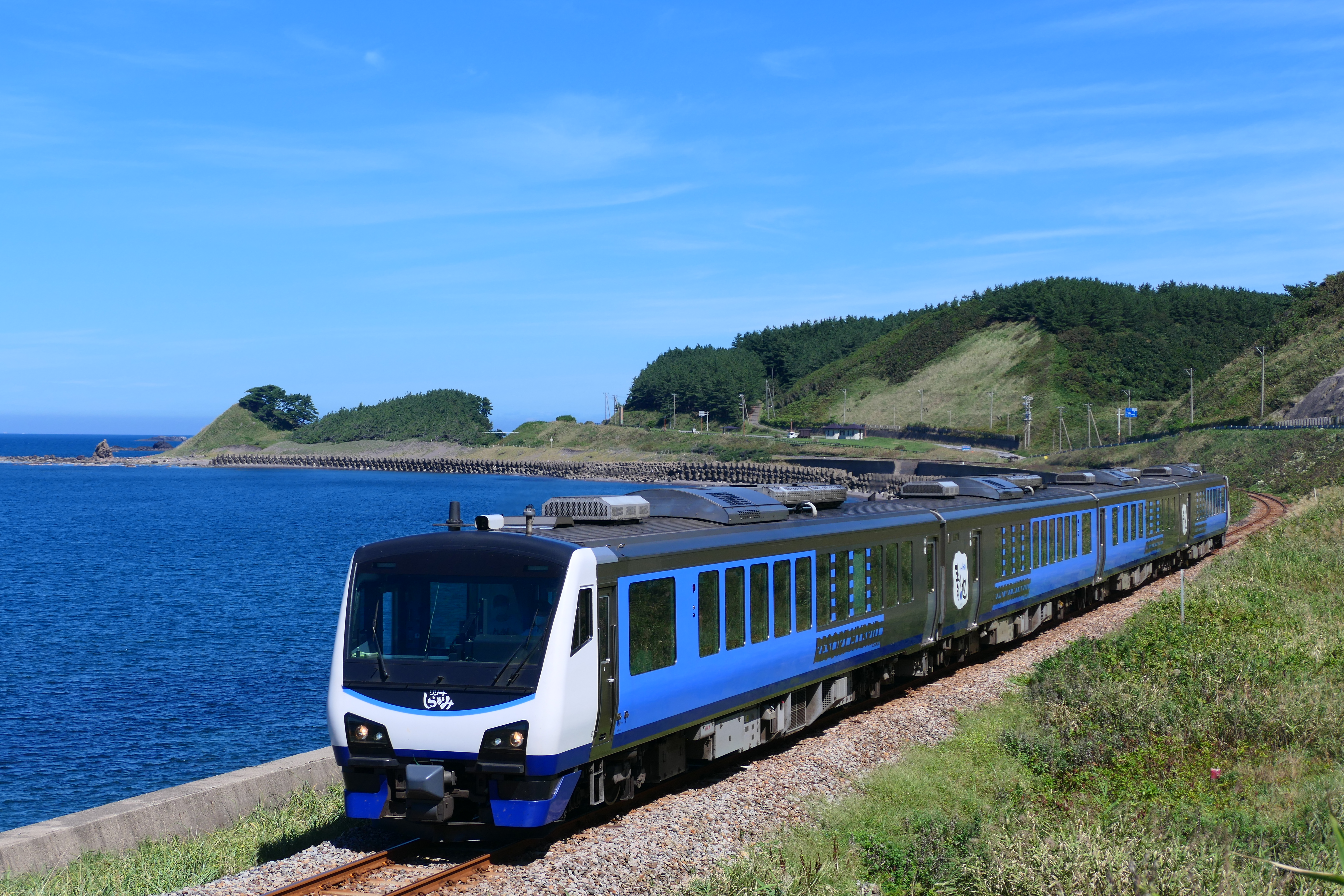
日本海に沿って走るリゾートしらかみ号

日本海の海岸沿いを走るというロケーションを活かし、土曜休日を中心に観光列車が運転されている。1990年から50系客車を使用した「ノスタルジックビュートレイン」が運転を開始したが、冬季運転の困難などにより1997年にキハ40系気動車改造の専用編成による快速「リゾートしらかみ」に置き換えられた。運転区間は、秋田駅 - 東能代駅 - （五能線） - 弘前駅・青森駅間である。2003年と2006年にはそれぞれ編成が増備されて1日3往復の運転（冬期は最大2往復。通常は土曜・日曜日のみの1往復）となり、五能線の顔となっている。青池編成・くまげら編成・橅（ブナ）編成の3編成があり、このうち青池編成と橅（ブナ）編成にはハイブリッド気動車HB-E300系が、くまげら編成にはキハ40系が使用されている。
「リゾートしらかみ」は、乗車券のほかに指定席券が必要となる。

### 過去の運行形態
東能代駅 - 岩館駅 - 深浦駅 - 鰺ケ沢駅間は海沿い、鰺ケ沢駅 - 木造駅 - 五所川原駅間は田園地帯、五所川原駅 - 板柳駅 - 川部駅間はりんご果樹園と、区間によって異なる沿線の風景が見られる路線である。1970年代までは陸奥鶴田駅・板柳駅・藤崎駅ではりんご移出用貨車による貨物輸送が盛んに行われており、これらの駅には積込み用の引き込み線が設置されていた。五能線から貨物列車が廃止された現在では、その線路用地のほとんどが宅地などに転用されており、その繁栄を偲ぶことは難しい。
1960年代から1980年代頃までは、岩館駅から奥羽本線への乗り入れ列車や、奥羽本線碇ケ関駅・大鰐駅（現：大鰐温泉駅）から五能線に乗り入れる列車があり、1960年代には能代駅発東能代経由横手駅行きや、福島駅発東能代経由能代駅行き列車、能代駅から東能代・白新線経由で新潟駅まで直通する列車も存在した。さらに、川部駅を始発・終着駅とする（弘前駅まで乗り入れない）列車や木造駅発着・沢目駅発着の列車もあった。また国鉄黒石線が弘南鉄道に移管されるまでは、同線の黒石へ乗り入れる列車もあったほか、1980年代から2018年3月16日までは五所川原発着の列車もあった。1980年代前半の一時期には鰺ケ沢発下り列車（現在の初発に相当）および当時の上り最終列車が奥羽本線大館駅発着となっていたほか、1980年代中頃の一時期には、東能代駅 - 能代駅間の最終列車が秋田駅発着となっていた。
深浦駅 - 青森駅間には快速「深浦」が運転されていた（五能線内は各駅に停車。運行終了時点で下り青森行きは深浦駅 - 弘前駅間の普通列車に鰺ケ沢駅から連結、上り深浦行きは単独運転）が、2014年3月15日のダイヤ改正で廃止された。この快速の前身にあたる1980年代前半頃まで運転された「深浦」などの急行列車や八戸線直通列車については「弘前駅 - 青森駅間の快速列車沿革」を参照のこと。
国鉄時代、夏期の臨時列車として、弘前駅 - 深浦駅間に臨時普通列車「かっぱ」、十二湖駅 - 秋田駅間には急行「十二湖」がそれぞれ運行されていた。

## 車両
現在は、一般の快速・普通列車が秋田総合車両センター南秋田センター所属のGV-E400系、「リゾートしらかみ」が同センター所属のHB-E300系とキハ40系気動車改造の専用編成で運行されている。
GV-E400系は2020年12月12日から営業運転が開始された。キハ40・48形も使用されていたが、2021年3月12日限りで定期運用を終了し、すべてGV-E400系に置き換えられた。
かつてはキハ58系が主に快速「深浦」（かつての急行「深浦」）を中心に運用されていた。また、1980年代まではキハ22形が、それ以前ではキハ11形100番台が運用されていた。客車列車が運転されていた当時は混合列車の運用が存在したことから、五能線管理所所属の60系客車には冬期の暖房対策として床下にウェバスト式暖房装置が取り付けられていた。最後まで残ったオハユニ61 107が碓氷峠鉄道文化むらに保存されている。

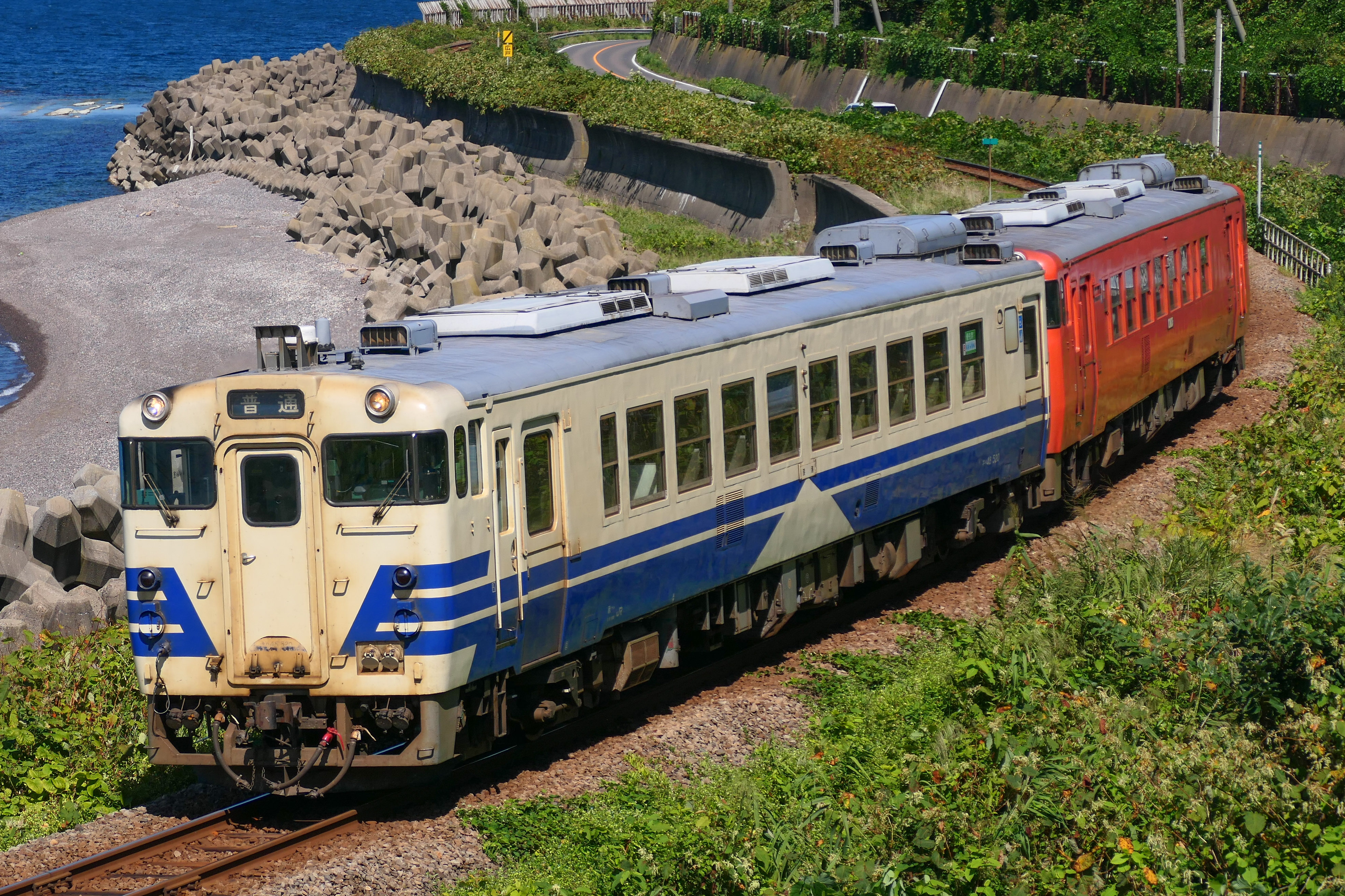
キハ40・48形
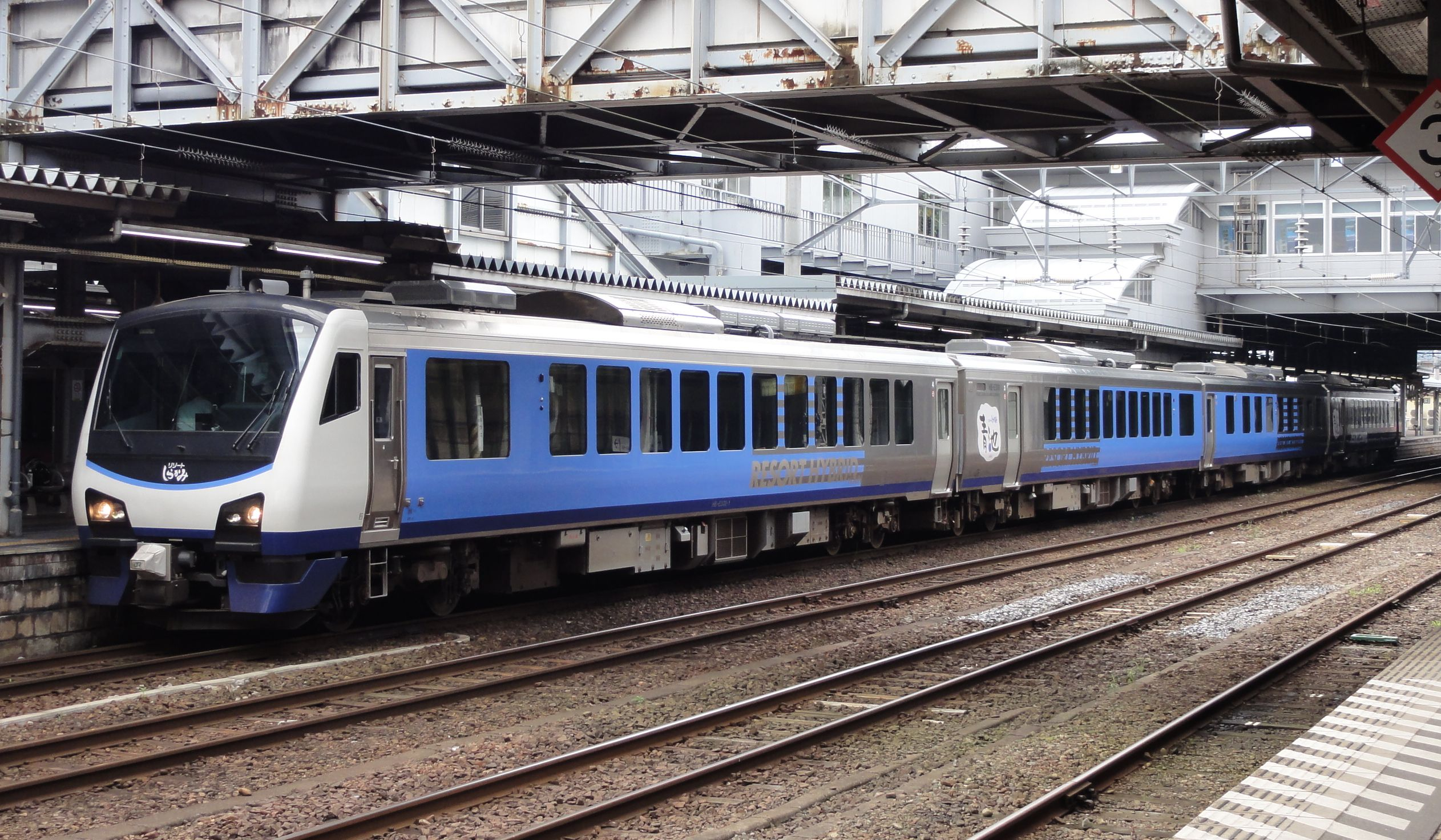
HB-E300系 「青池」編成
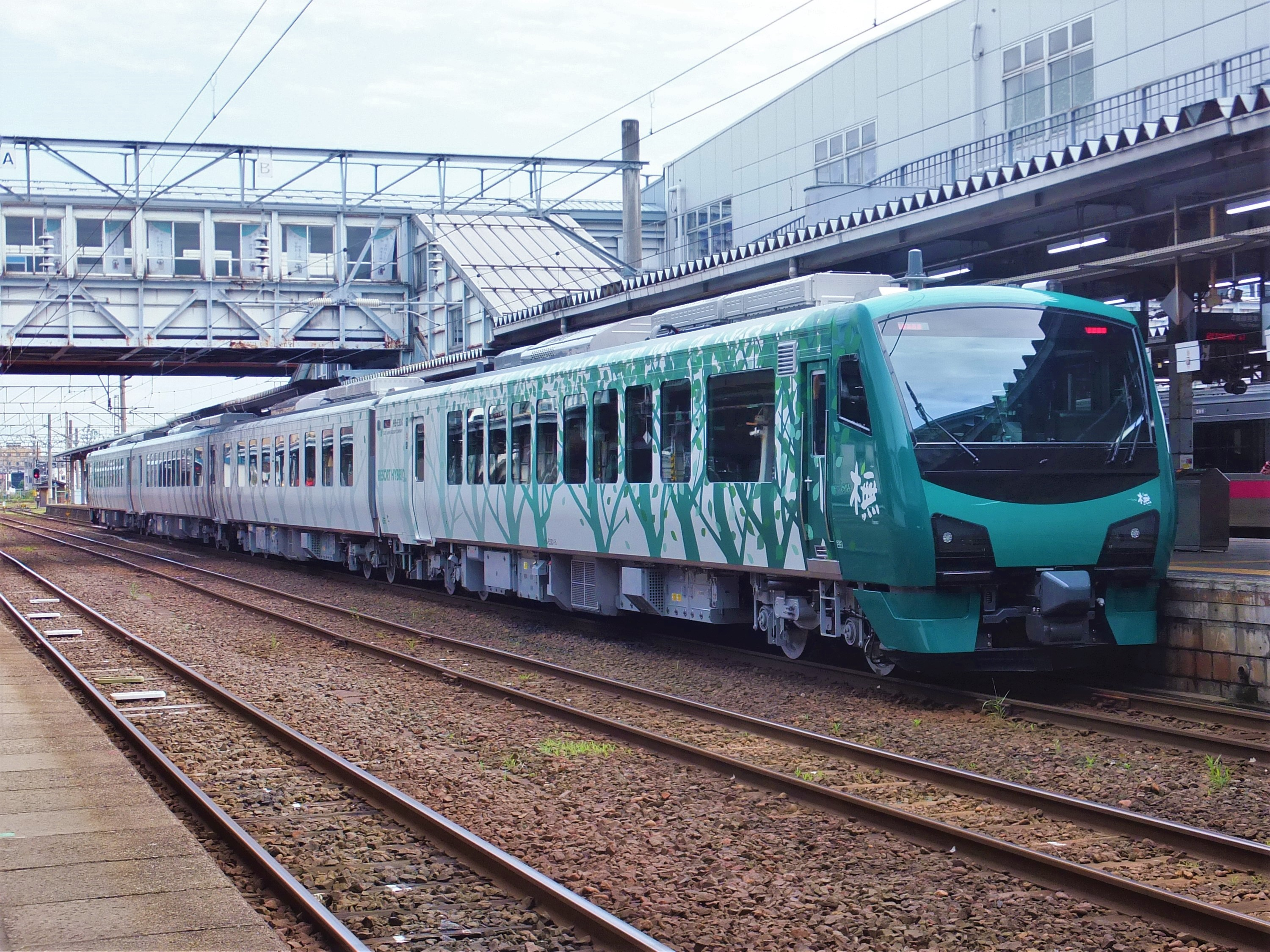
HB-E300系 「橅」編成
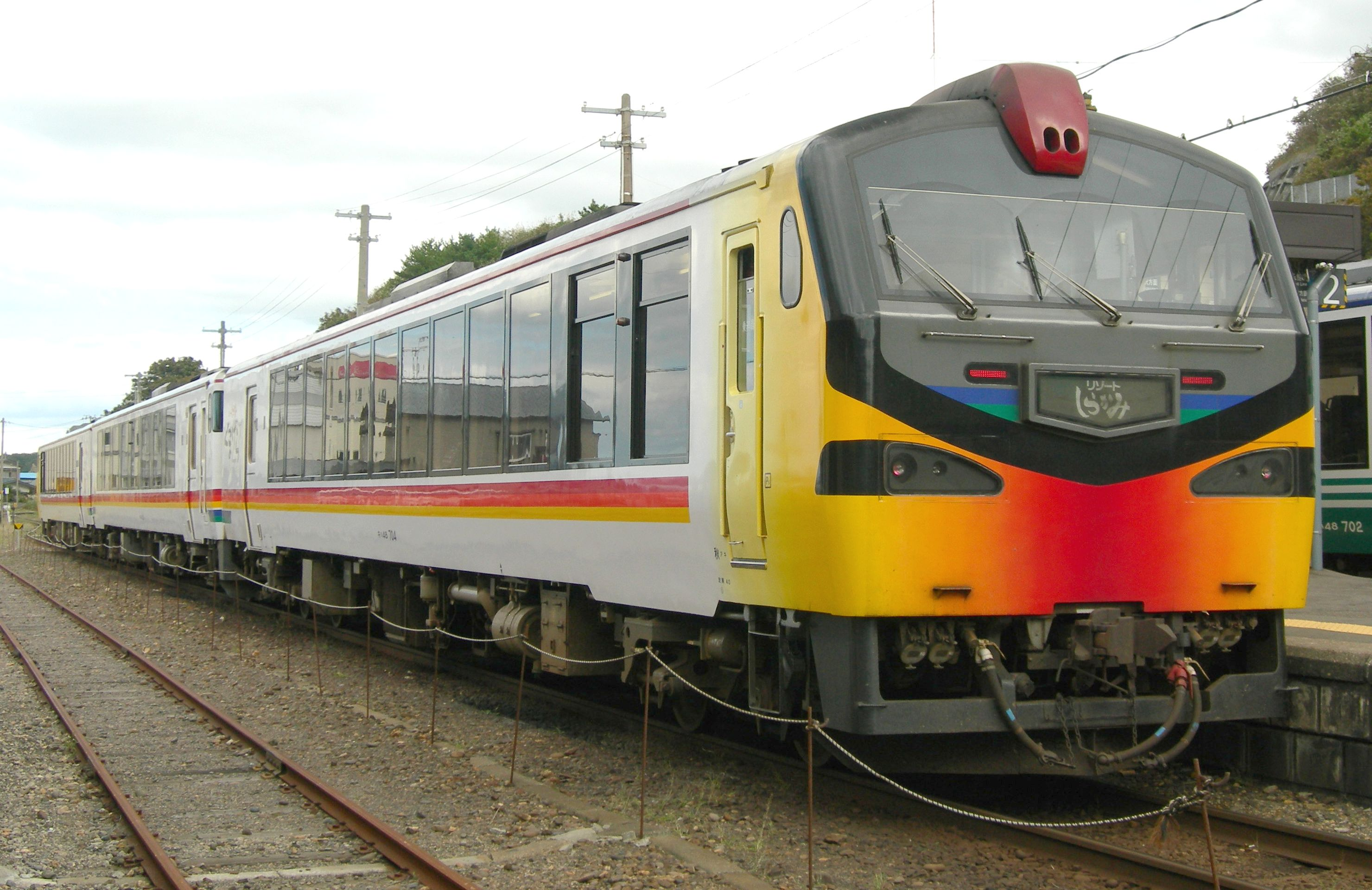
キハ40系 「くまげら」編成
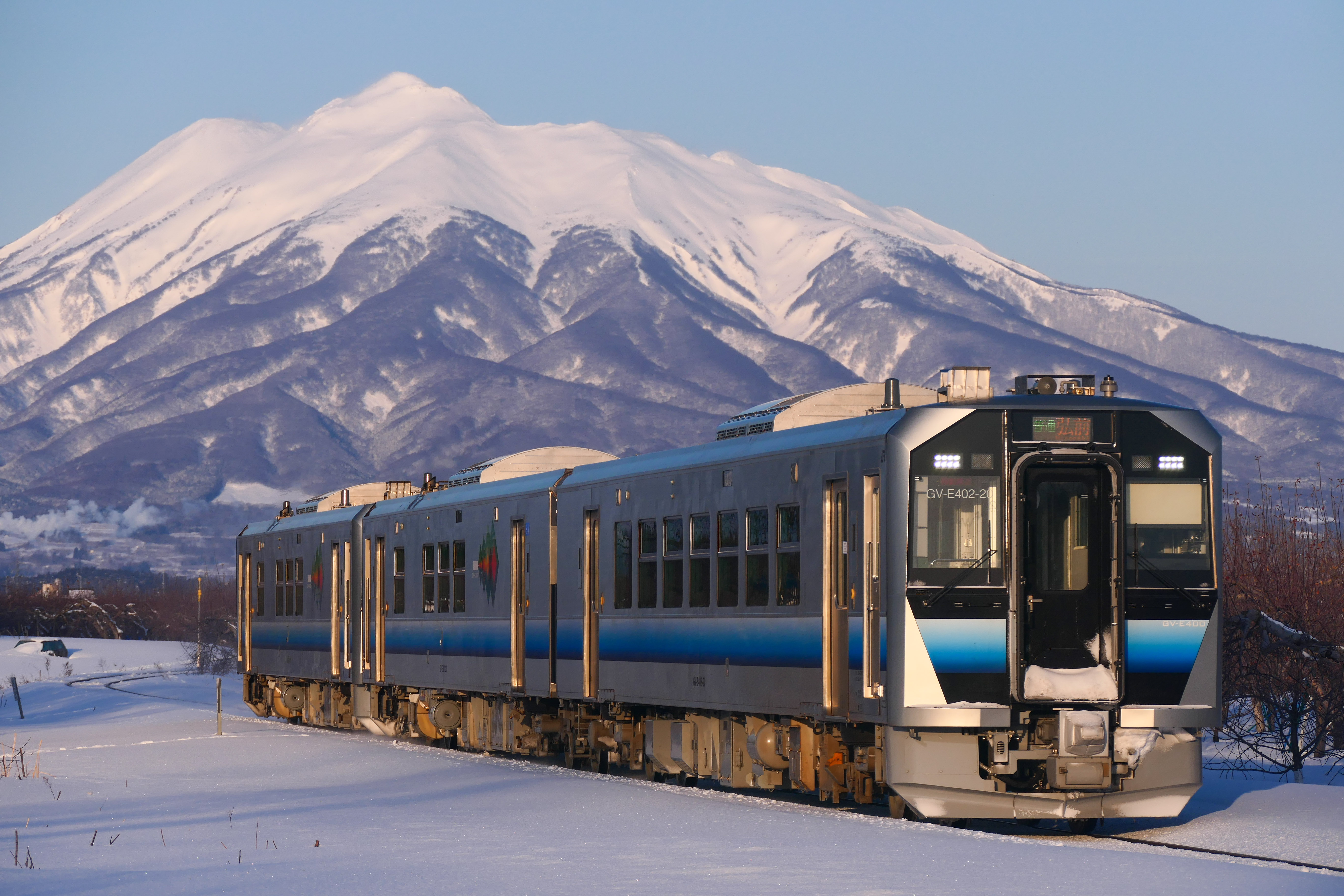
GV-E400系

## 駅一覧
便宜上、川部駅側のすべての列車が直通する奥羽本線川部駅 - 弘前駅間も合わせて記載。停車駅等は五能線直通列車についてのみ述べる。
- 停車駅 - 2018年（平成30年）3月17日から
  - 普通…すべての駅に停車。
  - 快速…▲印の駅は上り列車のみ停車、↑印の駅は通過・その方向のみ運転。
  - 臨時快速「リゾートしらかみ」の停車駅は列車記事を参照。
- 線路 … ◇・｜：単線（◇は列車交換可能）、ᗑ：ここより下は複線（弘前方面はスイッチバック）、||：複線（奥羽本線内）

| 路線名   | 駅名           | 営業キロ | 営業キロ | 快速                                                   | 接続路線                               | 線路   | 所在地 | 所在地        | 所在地        |        |
| 路線名   | 駅名           | 駅間     | 累計     | 快速                                                   | 接続路線                               | 線路   | 所在地 | 所在地        | 所在地        |        |
| -------- | -------------- | -------- | -------- | ------------------------------------------------------ | -------------------------------------- | ------ | ------ | ------------- | ------------- | ------ |
| 五能線   | 東能代駅       | -        | 0.0      | ▲                                                      | 東日本旅客鉄道：■奥羽本線              | ◇      | 秋田県 | 能代市        | 能代市        | 能代市 |
| 五能線   | 能代駅         | 3.9      | 3.9      | ▲                                                      |                                        | ◇      | 秋田県 | 能代市        | 能代市        | 能代市 |
| 五能線   | 向能代駅       | 2.2      | 6.1      | ↑                                                      |                                        | ｜     | 秋田県 | 能代市        | 能代市        | 能代市 |
| 五能線   | 北能代駅       | 3.2      | 9.3      | ↑                                                      |                                        | ｜     | 秋田県 | 能代市        | 能代市        | 能代市 |
| 五能線   | 鳥形駅         | 1.9      | 11.2     | ↑                                                      |                                        | ｜     | 秋田県 | 能代市        | 能代市        | 能代市 |
| 五能線   | 沢目駅         | 2.9      | 14.1     | ↑                                                      |                                        | ｜     | 秋田県 | 山本郡 八峰町 | 山本郡 八峰町 |        |
| 五能線   | 東八森駅       | 3.9      | 18.0     | ↑                                                      |                                        | ｜     | 秋田県 | 山本郡 八峰町 | 山本郡 八峰町 |        |
| 五能線   | 八森駅         | 4.7      | 22.7     | ↑                                                      |                                        | ｜     | 秋田県 | 山本郡 八峰町 | 山本郡 八峰町 |        |
| 五能線   | 滝ノ間駅       | 1.8      | 24.5     | ↑                                                      |                                        | ｜     | 秋田県 | 山本郡 八峰町 | 山本郡 八峰町 |        |
| 五能線   | あきた白神駅   | 1.6      | 26.1     | ▲                                                      |                                        | ｜     | 秋田県 | 山本郡 八峰町 | 山本郡 八峰町 |        |
| 五能線   | 岩館駅         | 3.0      | 29.1     | ▲                                                      |                                        | ◇      | 秋田県 | 山本郡 八峰町 | 山本郡 八峰町 |        |
| 五能線   | 大間越駅       | 10.8     | 39.9     | ↑                                                      |                                        | ｜     | 青森県 | 西津軽郡      | 深浦町        |        |
| 五能線   | 白神岳登山口駅 | 2.4      | 42.3     | ↑                                                      |                                        | ｜     | 青森県 | 西津軽郡      | 深浦町        |        |
| 五能線   | 松神駅         | 2.4      | 44.7     | ↑                                                      |                                        | ｜     | 青森県 | 西津軽郡      | 深浦町        |        |
| 五能線   | 十二湖駅       | 1.9      | 46.6     | ▲                                                      |                                        | ｜     | 青森県 | 西津軽郡      | 深浦町        |        |
| 五能線   | 陸奥岩崎駅     | 4.3      | 50.9     | ↑                                                      |                                        | ｜     | 青森県 | 西津軽郡      | 深浦町        |        |
| 五能線   | 陸奥沢辺駅     | 2.7      | 53.6     | ↑                                                      |                                        | ｜     | 青森県 | 西津軽郡      | 深浦町        |        |
| 五能線   | ウェスパ椿山駅 | 2.4      | 56.0     | ▲                                                      |                                        | ｜     | 青森県 | 西津軽郡      | 深浦町        |        |
| 五能線   | 艫作駅         | 1.9      | 57.9     | ↑                                                      |                                        | ｜     | 青森県 | 西津軽郡      | 深浦町        |        |
| 五能線   | 横磯駅         | 3.5      | 61.4     | ↑                                                      |                                        | ｜     | 青森県 | 西津軽郡      | 深浦町        |        |
| 五能線   | 深浦駅         | 5.5      | 66.9     | ▲                                                      |                                        | ◇      | 青森県 | 西津軽郡      | 深浦町        |        |
| 五能線   | 広戸駅         | 3.9      | 70.8     | ↑                                                      |                                        | ｜     | 青森県 | 西津軽郡      | 深浦町        |        |
| 五能線   | 追良瀬駅       | 2.1      | 72.9     | ↑                                                      |                                        | ｜     | 青森県 | 西津軽郡      | 深浦町        |        |
| 五能線   | 驫木駅         | 3.1      | 76.0     | ↑                                                      |                                        | ｜     | 青森県 | 西津軽郡      | 深浦町        |        |
| 五能線   | 風合瀬駅       | 3.0      | 79.0     | ↑                                                      |                                        | ｜     | 青森県 | 西津軽郡      | 深浦町        |        |
| 五能線   | 大戸瀬駅       | 4.9      | 83.9     | ↑                                                      |                                        | ｜     | 青森県 | 西津軽郡      | 深浦町        |        |
| 五能線   | 千畳敷駅       | 2.1      | 86.0     | ▲                                                      |                                        | ｜     | 青森県 | 西津軽郡      | 深浦町        |        |
| 五能線   | 北金ケ沢駅     | 4.6      | 90.6     | ▲                                                      |                                        | ◇      | 青森県 | 西津軽郡      | 深浦町        |        |
| 五能線   | 陸奥柳田駅     | 2.7      | 93.3     | ↑                                                      |                                        | ｜     | 青森県 | 西津軽郡      | 深浦町        |        |
| 五能線   | 陸奥赤石駅     | 4.1      | 97.4     | ↑                                                      |                                        | ｜     | 青森県 | 西津軽郡      | 鰺ヶ沢町      |        |
| 五能線   | 鰺ケ沢駅       | 6.4      | 103.8    | ▲                                                      |                                        | ◇      | 青森県 | 西津軽郡      | 鰺ヶ沢町      |        |
| 五能線   | 鳴沢駅         | 4.5      | 108.3    | ▲                                                      |                                        | ｜     | 青森県 | 西津軽郡      | 鰺ヶ沢町      |        |
| 五能線   | 越水駅         | 2.7      | 111.0    | ▲                                                      |                                        | ｜     | 青森県 | つがる市      | つがる市      |        |
| 五能線   | 陸奥森田駅     | 3.5      | 114.5    | ▲                                                      |                                        | ｜     | 青森県 | つがる市      | つがる市      |        |
| 五能線   | 中田駅         | 2.4      | 116.9    | ▲                                                      |                                        | ｜     | 青森県 | つがる市      | つがる市      |        |
| 五能線   | 木造駅         | 2.6      | 119.5    | ▲                                                      |                                        | ｜     | 青森県 | つがる市      | つがる市      |        |
| 五能線   | 五所川原駅     | 6.2      | 125.7    | ▲                                                      | 津軽鉄道：津軽鉄道線（津軽五所川原駅） | ◇      | 青森県 | 五所川原市    | 五所川原市    |        |
| 五能線   | 陸奥鶴田駅     | 6.0      | 131.7    | ▲                                                      |                                        | ｜     | 青森県 | 北津軽郡      | 鶴田町        |        |
| 五能線   | 鶴泊駅         | 2.4      | 134.1    | ▲                                                      |                                        | ｜     | 青森県 | 北津軽郡      | 鶴田町        |        |
| 五能線   | 板柳駅         | 4.8      | 138.9    | ▲                                                      |                                        | ◇      | 青森県 | 北津軽郡      | 板柳町        |        |
| 五能線   | 林崎駅         | 3.0      | 141.9    | ▲                                                      |                                        | ｜     | 青森県 | 南津軽郡      | 藤崎町        |        |
| 五能線   | 藤崎駅         | 2.8      | 144.7    | ▲                                                      |                                        | ｜     | 青森県 | 南津軽郡      | 藤崎町        |        |
| 五能線   | 川部駅         | 2.5      | 147.2    | ▲                                                      | 東日本旅客鉄道：■奥羽本線（青森方面）  | ᗑ      | 青森県 | 南津軽郡      | 田舎館村      |        |
| 奥羽本線 | 川部駅         | 2.5      | 147.2    | ▲                                                      | 東日本旅客鉄道：■奥羽本線（青森方面）  | ᗑ      | 青森県 | 南津軽郡      | 田舎館村      |        |
| 撫牛子駅 | 3.6            | 150.8    | ▲        |                                                        | \|\|                                   | 弘前市 | 弘前市 |               |               |        |
| 弘前駅   | 2.7            | 153.5    | ▲        | 東日本旅客鉄道：■奥羽本線（大館方面） 弘南鉄道：弘南線 | \|\|                                   | 弘前市 | 弘前市 |               |               |        |

2023年度の時点で、JR東日本自社による乗車人員集計の対象駅は、東能代駅・能代駅・あきた白神駅・鰺ケ沢駅・陸奥森田駅・木造駅・五所川原駅・弘前駅である。それ以外の駅は完全な無人駅（年度末で無人となった駅を含む）のため集計対象から外されている。

### 廃駅
- 津軽湊駅：1940年11月1日廃止、五所川原駅 - 陸奥亀田駅間
- 陸奥亀田駅：1940年11月1日廃止、津軽湊駅 - 陸奥鶴田駅間
- 掛落林駅：1940年11月1日廃止、鶴泊駅 - 板柳駅間

## 利用状況

### 平均通過人員
各年度の平均通過人員（人/日）は以下のとおりである。
| 年度                   | 平均通過人員（人/日） | 平均通過人員（人/日） | 平均通過人員（人/日） | 平均通過人員（人/日） | 平均通過人員（人/日） | 出典   |
| 年度                   | 全区間                | 東能代 - 能代         | 能代 - 深浦           | 深浦 - 五所川原       | 五所川原 - 川部       | 出典   |
| ---------------------- | --------------------- | --------------------- | --------------------- | --------------------- | --------------------- | ------ |
| 2011年度（平成23年度） | 598                   | 1,304                 | 242                   | 547                   | 1,649                 | [ 37 ] |
| 2012年度（平成24年度） | 608                   | 1,217                 | 260                   | 551                   | 1,676                 | [ 37 ] |
| 2013年度（平成25年度） | 612                   | 1,214                 | 251                   | 546                   | 1,747                 | [ 37 ] |
| 2014年度（平成26年度） | 629                   | 1,142                 | 298                   | 584                   | 1,626                 | [ 37 ] |
| 2015年度（平成27年度） | 659                   | 1,163                 | 333                   | 596                   | 1,695                 | [ 37 ] |
| 2016年度（平成28年度） | 678                   | 1,083                 | 363                   | 635                   | 1,648                 | [ 38 ] |
| 2017年度（平成29年度） | 659                   | 1,103                 | 350                   | 604                   | 1,637                 | [ 38 ] |
| 2018年度（平成30年度） | 631                   | 1,030                 | 335                   | 587                   | 1,548                 | [ 38 ] |
| 2019年度（令和元年度） | 597                   | 975                   | 309                   | 548                   | 1,507                 | [ 39 ] |
| 2020年度（令和02年度） | 425                   | 761                   | 177                   | 383                   | 1,202                 | [ 39 ] |
| 2021年度（令和03年度） | 430                   | 776                   | 180                   | 389                   | 1,217                 | [ 39 ] |
| 2022年度（令和04年度） | 407                   | 681                   | 160                   | 354                   | 1,230                 | [ 39 ] |
| 2023年度（令和05年度） | 499                   | 769                   | 241                   | 447                   | 1,345                 | [ 40 ] |

### 収支・営業系数
各年度の収支（運輸収入、営業費用）、営業係数、収支率は以下のとおりである。▲はマイナスを意味する。
| 年度                   | 収支（百万円） | 収支（百万円） | 収支（百万円） | 営業 係数 （円） | 収支率 | 出典   |
| 年度                   | 運輸 収入      | 営業 費用      | 計             | 営業 係数 （円） | 収支率 | 出典   |
| ---------------------- | -------------- | -------------- | -------------- | ---------------- | ------ | ------ |
| 2019年度（令和元年度） | 14             | 192            | ▲177           | 1,316            | 7.6%   | [ 41 ] |
| 2020年度（令和02年度） | 9              | 182            | ▲173           | 1,900            | 5.3%   | [ 41 ] |
| 2021年度（令和03年度） | 9              | 205            | ▲195           | 2,088            | 4.8%   | [ 42 ] |
| 2022年度（令和04年度） | 8              | 205            | ▲196           | 2,369            | 4.2%   | [ 43 ] |

| 年度                   | 収支（百万円） | 収支（百万円） | 収支（百万円） | 営業 係数 （円） | 収支率 | 出典   |
| 年度                   | 運輸 収入      | 営業 費用      | 計             | 営業 係数 （円） | 収支率 | 出典   |
| ---------------------- | -------------- | -------------- | -------------- | ---------------- | ------ | ------ |
| 2019年度（令和元年度） | 73             | 1,659          | ▲1,586         | 2,256            | 4.4%   | [ 41 ] |
| 2020年度（令和02年度） | 35             | 1,564          | ▲1,529         | 4,400            | 2.3%   | [ 41 ] |
| 2021年度（令和03年度） | 35             | 1,728          | ▲1,692         | 4,852            | 2.1%   | [ 42 ] |
| 2022年度（令和04年度） | 32             | 1,724          | ▲1,692         | 5,386            | 1.9%   | [ 43 ] |

| 年度                   | 収支（百万円） | 収支（百万円） | 収支（百万円） | 営業 係数 （円） | 収支率 | 出典   |
| 年度                   | 運輸 収入      | 営業 費用      | 計             | 営業 係数 （円） | 収支率 | 出典   |
| ---------------------- | -------------- | -------------- | -------------- | ---------------- | ------ | ------ |
| 2019年度（令和元年度） | 119            | 1,502          | ▲1,382         | 1,253            | 8.0%   | [ 41 ] |
| 2020年度（令和02年度） | 68             | 1,380          | ▲1,311         | 2,001            | 5.0%   | [ 41 ] |
| 2021年度（令和03年度） | 69             | 1,639          | ▲1,570         | 2,364            | 4.2%   | [ 42 ] |
| 2022年度（令和04年度） | 64             | 1,639          | ▲1,575         | 2,556            | 3.9%   | [ 43 ] |

| 年度                   | 収支（百万円） | 収支（百万円） | 収支（百万円） | 営業 係数 （円） | 収支率 | 出典   |
| 年度                   | 運輸 収入      | 営業 費用      | 計             | 営業 係数 （円） | 収支率 | 出典   |
| ---------------------- | -------------- | -------------- | -------------- | ---------------- | ------ | ------ |
| 2019年度（令和元年度） | 118            | 800            | ▲682           | 677              | 14.8%  | [ 41 ] |
| 2020年度（令和02年度） | 77             | 785            | ▲707           | 1,011            | 9.9%   | [ 41 ] |
| 2021年度（令和03年度） | 80             | 838            | ▲758           | 1,045            | 9.6%   | [ 42 ] |
| 2022年度（令和04年度） | 82             | 755            | ▲673           | 911              | 11.0%  | [ 43 ] |

## その他
- 陸奥岩崎駅 - 十二湖駅間にある仙北岩トンネル（全長9.5m）は、JR東日本管内のトンネルとしては、最も短いトンネルとなった[44]。これは、それまで最短トンネルだった群馬県の吾妻線 樽沢トンネル（全長7.2m）が2014年に廃止されたためである。